# Pék Pál
Pék Pál (Nagykanizsa, 1939. július 26. – Nagykanizsa, 2008. július 24.) magyar költő, irodalomkritikus, tanár.

## Élete
Szülei tisztviselők voltak. Az általános iskolát és a középiskola első három osztályát Nagykanizsán végezte. Az 1956-os forradalom során diákszövetségi tisztséget vállalt, emiatt később magánúton kellett érettségiznie,  majd magyar-történelem szakos tanári diplomát szerzett Pécsett (1965).
1956-os szerepvállalása miatt kezdetben a DKG gyárban szerszámkészítő lakatosként (1960), később képesítés nélküli nevelőként dolgozott Murakeresztúron. Általános iskolai tanárként még Kiskanizsán kezdett, majd 1968-tól Nagykanizsán az Andrejka Jenő úti Általános Iskolában tanított, ahonnan az egyetem elvégzése után a Dr. Mező Ferenc Gimnáziumba került nyugdíjazásáig. Közben 1984-ben az Eötvös Loránd Tudományegyetemen  magyar nyelv és irodalom szakon középiskolai tanári diplomát szerzett.
1959-től kezdődően ír verseket, novellákat, kritikákat. Első publikációi 1963-ban a Zalai Hírlapban, a Kortársban és Jelenkorban jelentek meg.
A Kanizsa hetilap és a Pannon Tükör kulturális folyóirat alapítója, több éven át szerkesztője (1996-2001). 2004-től a versrovat vezetője. Jelentős szerepe volt a zalai irodalmi élet szervezésében. 2000-től a Magyar Napló című irodalmi folyóirat regionális vezetője.
A Magyar Írószövetség tagja volt. Alapító tagja volt az SZDSZ-nek .
2010. szeptember 1-jén emléktáblát helyeztek el lakóhelyén (Nagykanizsa, Ady Endre utca 12/B)

## Önálló verseskötetei
- Rapszódia a reményről (1976)
- Nyár füstje (1984)
- Holtág (1990)
- Az idő metszetei (1994)
- Havak tánca (1997)
- A Bárány kiűzése (1999)
- Arccal a Semminek (2001)
- Szodoma (2004)
- Szélcsönd és újra szél (2006 )
- Az elmerült sziget (2008)

## Díjai, elismerései
- Kiváló Úttörővezető (1976)
- Kiváló Munkáért díj (1986)
- Zala Megye Alkotói Díja (1997)
- Magyar Köztársasági Arany Érdemkereszt (1999)
- Nagykanizsa Megyei Jogú Városért díj (2008)